# Lincoln County (Wyoming)
Lincoln County is een van de 23 county's in de Amerikaanse staat Wyoming.
De county heeft een landoppervlakte van 10.539 km² en telt 14.573 inwoners (volkstelling 2000). De hoofdplaats is Kemmerer.
Albany · Big Horn · Campbell · Carbon · Converse · Crook · Fremont · Goshen · Hot Springs · Johnson · Laramie · Lincoln · Natrona · Niobrara · Park · Platte · Sheridan · Sublette · Sweetwater · Teton · Uinta · Washakie · Weston